# Pablo Escobar
Pablo Emilio Escobar Gaviria (/ˈɛskəbɑːr/; 1 tháng 12 năm 1949 – 2 tháng 12 năm 1993) là một tên tội phạm buôn bán ma túy, Ông trùm người Colombia, sáng lập và lãnh đạo duy nhất của Medellín Cartel. Được mệnh danh là "Vua cocaine", Escobar là tên tội phạm giàu có nhất trong lịch sử, đã tích lũy tài sản ròng ước tính 30 tỷ đô la Mỹ vào thời điểm qua đời — tương đương 59 tỷ đô la vào năm 2019 — trong khi tập đoàn ma túy của hắn độc quyền buôn bán cocaine vào Hoa Kỳ trong những năm 1980 và 1990.
Sinh ra ở Rionegro và lớn lên ở Medellín, Escobar đã học một thời gian ngắn tại Đại học Autónoma Latinoamericana của Medellín, nhưng bỏ dở không tốt nghiệp; thay vào đó, hắn tham gia vào các hoạt động tội phạm, bán thuốc lá lậu và vé số giả, cũng như tham gia vào các vụ trộm xe cơ giới. Vào đầu những năm 1970, hắn bắt đầu làm việc cho nhiều kẻ buôn lậu ma túy, thường bắt cóc và giữ người để đòi tiền chuộc.
Năm 1976, Escobar thành lập Medellín Cartel, chuyên phân phối cocain dạng bột, và thiết lập các tuyến đường buôn lậu đầu tiên xâm nhập vào Hoa Kỳ của Escobar vào Hoa Kỳ đã tạo ra nhu cầu theo cấp số nhân đối với cocaine, và đến những năm 1980, ước tính Escobar dẫn đầu các chuyến hàng hàng tháng từ 70 đến 80 tấn cocaine từ Colombia. Kết quả là hắn nhanh chóng trở thành một trong những người giàu nhất thế giới, nhưng liên tục chiến đấu với các băng đảng đối thủ trong và ngoài nước, dẫn đến các vụ thảm sát và sát hại các sĩ quan cảnh sát, thẩm phán, người dân địa phương và các chính trị gia nổi tiếng. biến Colombia trở thành thủ phủ của việc thanh toán lẫn nhau trên thế giới.
Trong cuộc bầu cử quốc hội năm 1982, Escobar được bầu làm thành viên dự khuyết của Hạ viện như một phần của phong trào Thay thế Tự do. Thông qua đó, hắn chịu trách nhiệm cho các dự án cộng đồng, chẳng hạn như xây dựng nhà ở và sân bóng, những điều này đã giúp hắn trở nên nổi tiếng với người dân địa phương của các thị trấn mà hắn thường xuyên lui tới. Tuy nhiên, Escobar đã bị chính phủ Colombia và Hoa Kỳ công kích, những bên thường xuyên bóp nghẹt tham vọng chính trị của hắn và thúc đẩy việc bắt giữ và Escobar được cho là đã dàn dựng các vụ đánh bom Tòa nhà DAS và Chuyến bay 203 của Avianca để trả đũa.
Năm 1991, Escobar đầu hàng chính quyền và bị kết án 5 năm tù về một số tội danh, nhưng đã đạt được thỏa thuận không dẫn độ với Tổng thống Colombia Cesar Gaviria, với khả năng bị giam trong nhà tù tự xây dựng của chính mình, La Catedral. Năm 1992, Escobar trốn thoát và lẩn trốn khi nhà chức trách cố gắng chuyển hắn đến một cơ sở giam giữ tiêu chuẩn hơn, dẫn đến một cuộc truy lùng toàn quốc. Kết quả là Medellín Cartel sụp đổ, và năm 1993, Escobar bị Cảnh sát Quốc gia Colombia giết tại quê nhà, một ngày sau sinh nhật lần thứ 44 của hắn.

## Những năm đầu đời
Pablo Emilio Escobar Gaviria sinh ngày 1 tháng 12 năm 1949, tại Rionegro, Antioquia, Colombia. Hắn là con thứ ba trong gia đình bảy người con. Có cha là ông Abel de Jesús Dari Escobar Echeverri (1910–2001) làm nông dân và mẹ là bà Hilda de Los Dolores Gaviria Berrío (? - 2006), một giáo viên tiểu học. Lớn lên ở thành phố Medellín, Escobar bắt đầu con đường tội phạm ngay khi còn là một thiếu niên, từng bị buộc tội ăn cắp bia mộ, mài nhám lại rồi đem bán cho những kẻ buôn lậu địa phương. Người anh trai Roberto Escobar thì lại phủ nhận điều này, khẳng định các bia mộ là của những gia đình khách hàng đã ngừng trả phí chăm sóc cho chủ nghĩa trang, và ông thì có một người họ hàng cũng đang làm kinh doanh bia tưởng niệm. Con trai của Escobar, Sebastián Marroquín, thì nói rằng cha mình bắt đầu phạm pháp từ việc làm bằng tốt nghiệp giả, thường là bằng của trường Đại học Autónoma Latinoamericana mặc dù bản thân Escobar chưa hề tốt nghiệp dù cũng theo học tại đây.
Escobar chính thức tham gia các hoạt động phi pháp với Oscar Benel Aguirre, họ cùng nhau thực hiện những phi vụ đường phố nhỏ lẻ, bán thuốc lá lậu, vé số giả và ăn cắp xe hơi. Những năm đầu 1970, trước khi gia nhập thị trường thuốc phiện, Escobar vừa trộm cắp vừa làm vệ sĩ, được cho là đã kiếm được 100.000 USD bằng việc bắt cóc và giam giữ một uỷ viên hành pháp để lấy tiền chuộc. Hắn bắt đầu làm việc cho Alvaro Prieto, một tên buôn lậu ở khu vực Medellín nhằm hiện thực hóa mục tiêu kiếm được 1 triệu peso trước năm 22 tuổi. Đến năm 26 tuổi, Escobar đã có 100 triệu peso (hơn 3 triệu đô la Mỹ) trong tài khoản ngân hàng.

## Sự nghiệp tội phạm

### Phân phối cocain
Trong The Accountant's Story, Roberto Escobar bàn về cách Pablo vươn lên từ một gã đàn ông trung lưu giản dị và kém hiểu biết trở thành một trong những người giàu có nhất thế giới. Từ năm 1975, Pablo bắt đầu phát triển hoạt động kinh doanh cocain của mình, bay nhiều chuyến bay chủ yếu giữa Colombia và Panama, dọc theo các tuyến đường buôn lậu vào Hoa Kỳ. Sau này Pablo mua tới mười lăm chiếc máy bay lớn, bao gồm một chiếc Learjet và sáu chiếc trực thăng. Theo lời con trai hắn, một người bạn thân của Pablo đã tử nạn trong lúc hạ cánh máy bay còn chiếc máy bay thì hư hại hoàn toàn, nó được Pablo lắp ráp lại từ những bộ phận còn sót rồi treo lên phía trên cổng trang trại của mình tại Hacienda Nápoles. Vào tháng 5 năm 1976, Escobar cùng người của hắn bị bắt vì tàng trữ 39 pound (18 kg) bột nhão trắng, khi đang cố mang hàng vượt tải trọng từ Ecuador về Medellín. Ban đầu, Pablo tìm cách hối lộ các thẩm phán Medellín, những người đang chuẩn bị thụ lý vụ án của hắn nhưng không thành công. Sau nhiều tháng đấu tranh pháp lý, Pablo ra lệnh giết hai sĩ quan đã bắt giữ hắn, và vụ án sau đó bị hủy bỏ. Roberto Escobar kể chi tiết đây chính là thời điểm Pablo bắt đầu các phương thức đối phó với chính quyền, bằng hối lộ hoặc giết người.
Roberto Escobar cho rằng Pablo sa vào kinh doanh ma túy đơn giản vì các loại hình hàng lậu khác trở nên quá nguy hiểm cho hoạt động vận chuyển. Vì lúc đó chưa có tập đoàn ma túy nào và chỉ có một số trùm ma túy, Pablo coi đây là địa bàn kinh doanh còn bỏ ngõ mà hắn ta muốn độc chiếm cho bản thân. Pablo mua hỗn hợp cocain ở Peru, sau đó tiến hành tinh chế trong phòng thí nghiệm tại ngôi nhà hai tầng ở Medellín. Trong chuyến làm ăn đầu tiên, Pablo đem về lượng bột nhỏ khoảng 30 pound (14 kg), đặt viên gạch tiền đề xây dựng đế chế của riêng mình. Lúc đầu, hắn buôn lậu cocain trong lốp máy bay cũ và các phi công có thể được trả tới 500.000 đô la Mỹ cho mỗi chuyến bay, tùy thuộc vào số lượng hàng.

### Nổi lên
Chỉ một thời gian sau, nhu cầu về cocain bùng phát ở Hoa Kỳ, Escobar tổ chức thêm nhiều chuyến hàng, tuyến đường và mạng lưới phân phối buôn lậu ở khắp Nam Florida, California cũng như các vùng lân cận khác. Hắn cùng người đồng sáng lập cartel, Carlos Lehder, hợp tác phát triển một điểm trung chuyển hàng mới ở Bahamas, trên một hòn đảo mang tên Norman's Cay, cách bờ biển Florida khoảng 220 dặm (350 km) về phía Đông Nam. Theo lời anh trai hắn, Escobar ban đầu không thực sự mua trọn Norman's Cay mà chỉ liên doanh với Lehder. Escobar và Robert Vesco sau đó mua phần lớn đất đai trên đảo, bao gồm đường băng dài 1 km (3.300 ft), bến cảng, khách sạn, nhà ở, tàu thuyền và máy bay, và cho xây dựng một nhà kho lạnh để lưu trữ cocain. Từ năm 1978 đến năm 1982, đây là tuyến đường buôn lậu chính của Medellín Cartel. Từ lợi nhuận khổng lồ được tạo ra bởi tuyến đường này, Escobar sớm mua được mảnh đất rộng 7,7 dặm vuông (20 km2) ở Antioquia với giá vài triệu đô la Mỹ, nơi sau này hắn xây dựng Hacienda Nápoles, một ngôi nhà sang trọng với sở thú, hồ nước, vườn điêu khắc, trường đấu bò tư nhân, cùng các thú vui chơi khác dành cho gia đình và cả tập đoàn của Escobar.
Từng có lúc, người ta ước tính có khoảng 70 đến 80 tấn cocain được tuồn vào Hoa Kỳ từ Colombia mỗi tháng. Vào giữa những năm 1980, ở đỉnh cao quyền lực, Medellín Cartel vận chuyển 11 tấn hàng cấm trên mỗi chiếc máy bay phản lực đến Hoa Kỳ (tải trọng lớn nhất mà Escobar vận chuyển là 51.000 pound (23.000 kg) trộn với bột cá và được chuyển bằng thuyền, theo lời xác nhận của anh trai hắn trong cuốn sách Escobar). Roberto Escobar cũng khai rằng, ngoài việc sử dụng máy bay, em trai của ông còn thuê hẳn hai tàu ngầm nhỏ cho những chuyến hàng có tải trọng khổng lồ.

### Thiết lập mạng lưới
Năm 1982, Escobar được bầu làm thành viên dự khuyết của Hạ viện Colombia, như một phần của phong trào nhỏ mang tên Tự do trù bị. Trước đó trong chiến dịch tranh cử, hắn là ứng cử viên của Phong trào Đổi mới Tự do, nhưng phải bỏ cuộc vì nhận sự phản đối quyết liệt từ Luis Carlos Galán, người có chiến dịch tranh cử tổng thống được Phong trào Đổi mới Tự do ủng hộ. Escobar là đại diện chính thức của chính phủ Colombia tại lễ tuyên thệ của Felipe González ở Tây Ban Nha.
Escobar nhanh chóng được quốc tế chú ý khi mạng lưới ma túy của hắn trở nên nổi tiếng. Medellín Cartel kiểm soát một phần lớn lượng ma túy nhập khẩu vào Hoa Kỳ, México, Puerto Rico, Cộng hòa Dominica, Venezuela và Tây Ban Nha. Quy trình sản xuất cũng bị thay đổi, coca từ Bolivia và Peru được thay thế bằng coca từ Colombia, vốn bị coi là kém chất lượng hơn coca ở các nước láng giềng. Khi nhu cầu về cocain ngày càng gia tăng, Escobar móc nối với Roberto Suárez Goméz, giúp đưa sản phẩm của mình đến các quốc gia khác ở châu Mỹ và châu Âu, thậm chí được đồn đại là sẽ vươn xa tới tận châu Á.

#### Vụ bao vây tòa án tối cao
Người ta cáo buộc rằng Escobar đã hậu thuẫn cho cuộc tấn công tòa án tối cao Colombia năm 1985 của lực lượng du kích cánh tả mang tên "Phong trào 19 tháng 4 (M-19)", như một đòn trả đũa vì tòa án tối cao đang nghiên cứu tính hợp hiến của hiệp ước dẫn độ giữa Colombia với Hoa Kỳ. Một nửa số thẩm phán đã bị sát hại trong sự kiện này. M-19 được thuê để đốt cháy tất cả giấy tờ và hồ sơ về tổ chức Los Extraditables, liên quan tới các nhóm buôn lậu cocain đang bị chính phủ Colombia đe dọa dẫn độ sang Hoa Kỳ. Escobar là một phần của Los Extraditables. Chúng cũng tiến hành bắt con tin để thương lượng, dẫn tới việc kế hoạch dẫn độ Los Extraditables bị chặn đứng.

## Nhà tù La Catedral
Vào năm 1991, luật sư của Escobar đưa ra một đề án kỳ lạ: Escobar chịu đi ở tù 5 năm nhưng phải để cho ông xây dựng ra một nhà tù riêng cho ông, và Colombia thỏa thuận không giao Escobar cho Mỹ. Escobar tự xây nhà tù La Catedral trong đó có một thác nước, bar rượu, trong phòng tắm có jaccuzi và một sân đá banh. Ngoài ra Escobar còn được quyền lựa chọn những người gác tù. Ông tha hồ thao túng trong nhà tù này, điều hành mọi chuyện bên ngoài bằng điện thoại không khác gì từ một khách sạn.

## Đào tẩu
Ai cũng biết rằng Escobar tha hồ tự tác khi bị giam lỏng ở La Catedral. Nhưng vào tháng 7 năm 1992, có tin đồn cho rằng Escobar đã ra lệnh bắt giữ một số nhân viên không trung thành với ông, điều họ đến "nhà tù", tra khảo và rồi giết họ. Sự lộng hành này của Escobar khiến nhà nước Columbia muốn đem ông về giam trong một nhà tù bình thường. Escobar lo sợ bị bắt đưa qua Mỹ nên đào thoát. Có đến 2 lực lượng muốn truy lùng Escobar: một lực lượng của chính quyền Columbia, do Mỹ hỗ trợ, lực lượng còn lại tên là Los Pepes là một nhóm gồm những kẻ thù của Escobar, do đối thủ của ông là Cali Cartel giật dây.

## Cái chết của Escobar

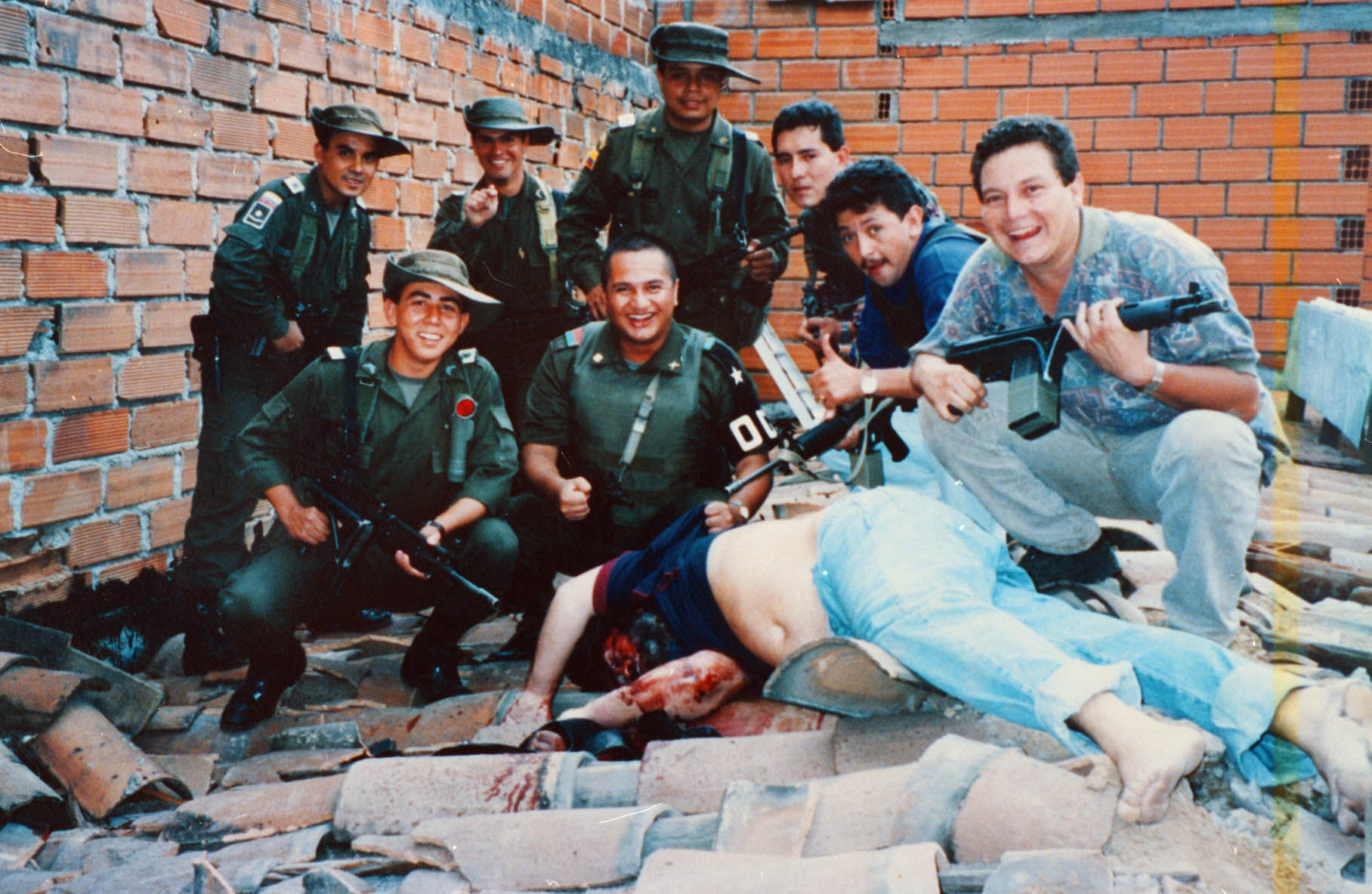
Các thành viên trong nhóm tìm kiếm của tướng Hugo Martínez ăn mừng bên cạnh xác của Pablo Escobar, 2 tháng 12 năm 1993. Cái chết của Escobar đã chấm dứt nỗ lực truy lùng trong suốt 15 tháng với số tiền hàng trăm triệu USD.

Hôm 2 tháng 12 năm 1993, lực lượng an ninh của Columbia phát hiện Escobar đang trốn tại một khu vực của Medellín. Lực lượng tiến vào mong bắt sống Escobar nhưng ông kháng cự và một vụ nổ súng diễn ra giữa hai phe. Escobar bị bắn chết lúc đang chạy trốn trên nóc nhà, một viên đạn vào thân, một viên vào chân, nhưng viên đạn chí mạng là viên bắn vào tai. Có người nghĩ rằng Escobar đã tự sát, lại có kẻ tin rằng cảnh sát Columbia đã xử tử ông.

## Di sản
Di sản của Escobar để lại vẫn còn gây tranh cãi; Trong khi nhiều người tố cáo bản chất tội ác của hắn, hắn được coi là một nhân vật giống Robin Hood đối với nhiều người ở Colombia, vì đã cung cấp nhiều tiện nghi cho người nghèo, trong khi cái chết của hắn được để tang và đám tang có hơn 25.000 người tham dự.
Sau khi Escobar chết, nhóm Medellín tan rã, nhóm buôn bán thuốc mới là Cali Cartel trở thành nhóm mạnh nhất cho đến khi nó bị nhà nước Columbia tiêu diệt vào thập niên 90. Những người nghèo ở vùng Medellín vẫn còn nhớ đến Escobar như một người anh hùng hay mạnh thường quân. Nhiều sách, phim, và trang mạng đã ra đời nói về Escobar.
Sau cái chết của Escobar, cảnh sát lục tung đồn điền tên Napoles ở tỉnh Antioquia, Colombia của hắn để tìm Cocain, khắp đồn điền bị người ta đào xới để tìm tài sản cất giấu, đồ đạc thất tán theo từng nhà người dân, cả những con khủng long bằng bê tông cũng tan tành vì có kẻ tung tin rằng Escobar giấu bạc triệu trong đó... Khu đồn điền Napoles được chính thức coi như tài sản của Cục Phòng chống ma túy Colombia và trong quá trình lập lại trật tự ở đó, bầy thú của Escobar dần dần tiêu tán. Hươu cao cổ bị chết trước vụ cướp bóc của dân địa phương; Ngựa vằn và lạc đà được gửi sang những vườn thú khác nhau ở Nam châu Phi, còn tê giác và hà mã thì ở lại đồn điền Napoles hoang tàn, giao trách nhiệm cho bảo vệ môi trường địa phương. Vắng sự trông coi, tê giác nhanh chóng bị chết chỉ còn hà mã sống sót và sinh sản nhiều hơn. Đối với loài hà mã, Colombia đích thực là thiên đường bởi nước này hiếm khi hạn hán, lại không có những loài thú lớn, mà cỏ thì tốt tươi, đầm nước nhiều. Hà mã hiện thời chưa động đến con người, nhưng các chuyên gia lo ngại sinh vật sở tại sẽ bị ảnh hưởng. Đến từ châu Phi, hà mã cạnh tranh nguồn thức ăn với loài lợn biển quý hiếm cũng như loài rùa nước ngọt ở sông Magdalena. Hà mã Colombia có hại và đang đe dọa những loài vật sở tại đang dần biến mất.